# Christian Dumont
Pour les articles homonymes, voir Dumont.
Christian Dumont, né le 19 avril 1963 à Fourcatier (Doubs) et mort le 6 août 2021 à Piégon (Drôme), est un biathlète français.

## Parcours sportif
En 1983-1984, il commence à prendre part à la Coupe du monde. En 1988, il est sélectionné pour ses premiers Jeux olympiques à Calgary. En 1990, il remporte sa première victoire dans un relais à Antholz, puis est médaillé de bronze aux Championnats du monde sur la course par équipes, puis d'argent sur le relais. Durant la saison 1990-1991, il est troisième de l'individuel d'Antholz, signant son premier podium personnel en Coupe du monde. Aux Jeux olympiques d'hiver de 1992, il est notamment treizième de l'individuel et sixième du relais.
Il meurt d'une crise cardiaque le 6 août 2021 à l'âge de 58 ans.

### Palmarès

#### Jeux olympiques d'hiver
| Épreuve / Édition   | Individuel | Sprint | Relais |
| ------------------- | ---------- | ------ | ------ |
| JO 1988 Calgary     | 51e        | -      | -      |
| JO 1992 Albertville | 13e        | 42e    | 6e     |

#### Championnats du monde
- Championnats du monde 1990 à Minsk (Union soviétique), Oslo (Norvège) et Kontiolahti (Finlande) :
  -  Médaille d'argent au relais 4 × 7,5 km.
  -  Médaille de bronze à la course par équipes.

#### Coupe du monde
- 2 podiums individuels : 1 deuxième place et 1 troisième place.